# Alexander Neubert
Alexander Neubert (* 1. Juni 1862 in Ludwigshafen am Rhein; † 11. Oktober 1945) war ein deutscher Verwaltungsjurist.

## Leben
Neuberts Vater war Direktionsrat der Pfälzischen Eisenbahnen. Er selbst besuchte bis 1880 das Gymnasium in Mannheim und studierte von 1880 bis 1884 Rechtswissenschaften an den Universitäten Straßburg und Würzburg. In Straßburg wurde er Mitglied des Corps Palatia. Von 1884 bis 1887 war er beim Bezirksamt und Amtsgericht Frankenthal sowie am Amtsgericht Ludwigshafen beschäftigt. 1887 bestand er den Staatskonkurs. Nach einer kurzzeitigen Verwendung als Akzessist bei der Kammer des Innern der Regierung der Pfalz wurde er 1889 Bezirksamtsassessor im Weisenheim am Sand, 1899 Regierungsassessor bei der Regierung von Schwaben, Kammer des Innern, und 1900 Bezirksamtmann in Hofheim. 1905 wurde er zum Regierungsrat im bayerischen Innenministerium befördert, 1909 zum Oberregierungsrat, 1911 zum Ministerialrat. Vom 31. Oktober 1923 bis 1. Oktober 1927 war er Ministerialdirektor im bayerischen Ministerium des Innern mit dem Titel eines Geheimen Rats. 1927 trat er in den Ruhestand.